# Turburea
Turburea est une commune roumaine située dans le județ de Gorj.